# Barrington Court

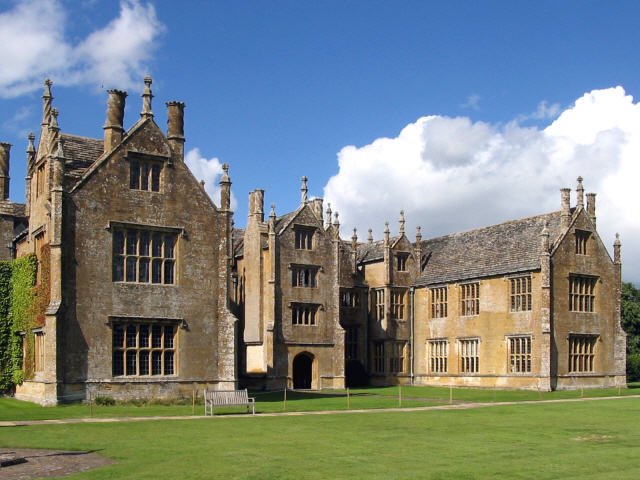
Barrington Court

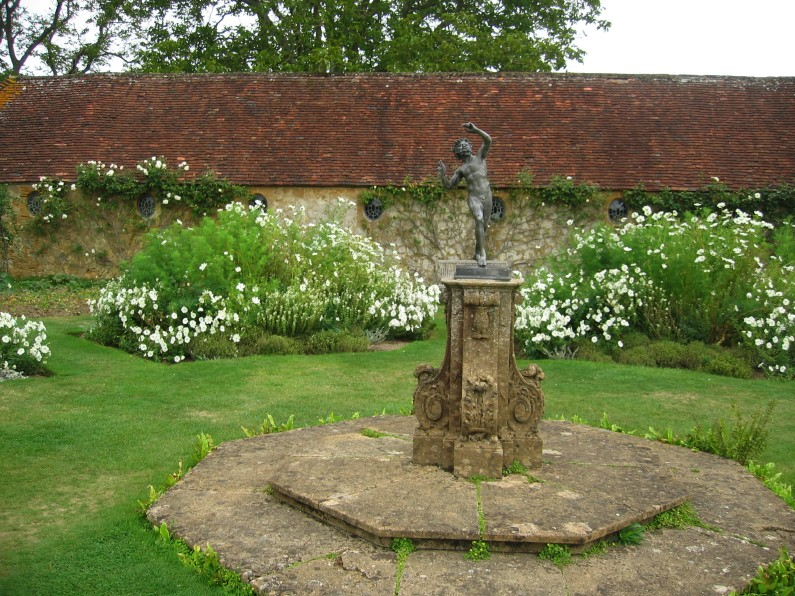
Bílá zahrada

Barrington Court je tudorovské panské sídlo v Barringtonu poblíž Ilminsteru v hrabství Somerset v Anglii. Bylo založeno kolem roku 1538 a dokončeno na konci 50. let 16. století.

## Zahrada
V 16. století byl dům obklopen oborou. Na konci 50. let 16. století, William Clifton přijal opatření u soudu Hvězdné komory, proti místním pytlákům, kteří lovili zvěř v parku, zatímco byl mimo panství.
Zbytky původních zahrad obsahují zvýšenou obdélníkovou oblast nebo parter 70×50 m v blízkosti pravidelné nádrže nebo kanálu, která měří 12×110 m. Existují geofyzikální důkazy o další úpravě na formální zahradu ze 17. století.
Barrington Court je známý pro své zahrady ve stylu Arts and Crafts, pro které vytvořila plány výsadby zahradní architekta Gertrude Jekyll.

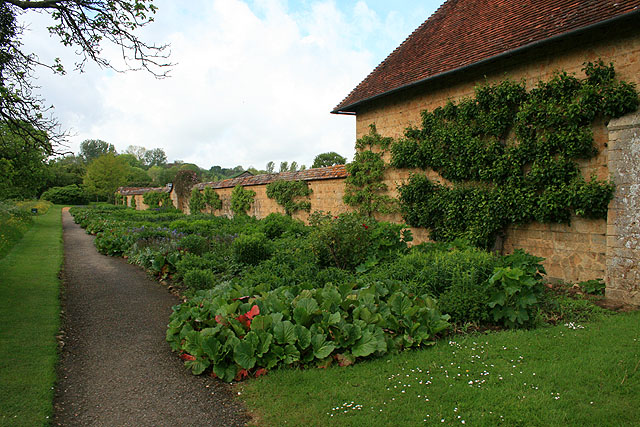
Jižní strana kuchyňské zahrady

Zahrady založil v roce 1917 J. E. Forbes, partner ve firmě Forbes & Tate pro podplukovníka Arthura A. Lyla. Je zde řada oplocených ploch, kde se nachází růžová zahrada, kosatcová zahrada a liliová zahrada. K obnově zahrady jsou používány původní plány, ale schéma výsadby bylo změněno a namísto návrhu Gertrude Jeckyll se užívá návrh paní Lyle z 60. let 20. století.
Zdi kuchyňské zahrady byly postaveny v roce 1920 a to včetně dvou bran s neoklasicistní zárubní. Štěrkové cesty se spojují ve centru středové lochy, kde je fontána obklopená ovocnými stromy, zeleninou a měkkým ovocem. K dispozici jsou brány pro kočáry z tepaného železa.
Výpěstky kuchyňské zahrady, které zahrnují mnoho druhů ovoce a zeleniny, je zásobována místní restaurace, nacházející se v přilehlém domě Strode House. Zdejší základní škola St Mary & St Peter's CE VC Primary School, v Barringtonu a Iltonu má záhony, kde děti sází, pěstují a zpracovávají rostliny. U stěn jsou vysázeny jabloně, hrušně a slivoně. K zahradě je připojen kurt na squach.
Více než 20 m jihozápadně od domu jsou neobvyklé sluneční hodiny. Byly postaveny z kamene a bronzu, na kamenném sloupu. Zahrady jsou zapsány na národním registru historických parků a zahrad v Anglii.